# Myosotis rivularis
Myosotis rivularis är en strävbladig växtart som först beskrevs av Jacob Tycho Conrad Vestergren, och fick sitt nu gällande namn av A.P. Khokhrjakov. Myosotis rivularis ingår i släktet förgätmigejer, och familjen strävbladiga växter. Inga underarter finns listade i Catalogue of Life.